# شورای روابط خارجی آلمان
شورای روابط خارجی آلمان (به آلمانی: Deutsche Gesellschaft für Auswärtige Politik) نهادی مستقل، خصوصی و غیرانتفاعی در حوزه سیاست خارجی آلمان است که فعالانه در تصمیم‌گیری سیاسی شرکت می‌کند و هدفش ارتقای شناخت سیاست خارجی و روابط بین‌الملل است.